# Cesare Cesariano

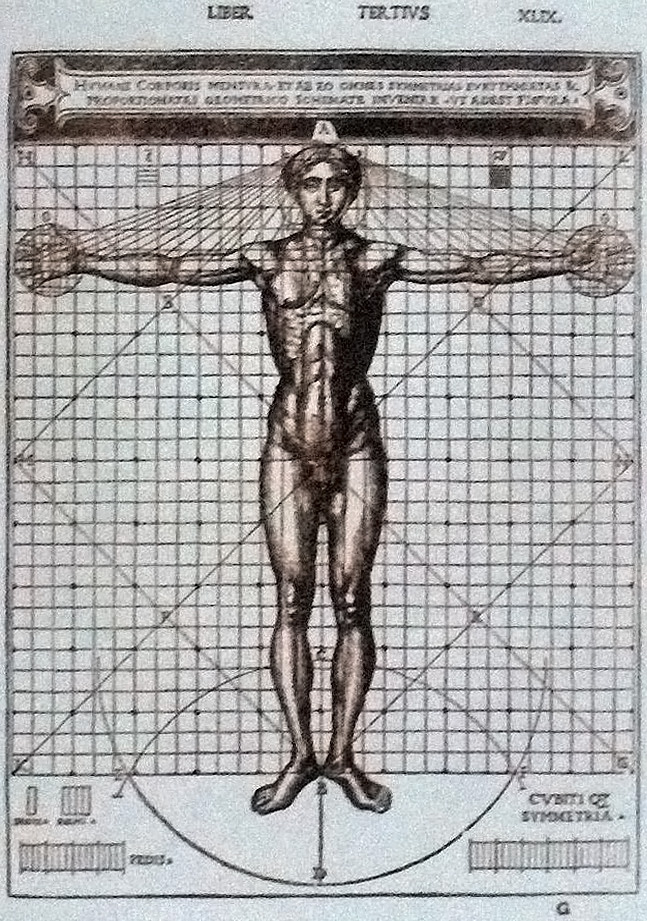
Cesariano: Der homo vitruvianus

Cesare Cesariano (* um 1477 in Mailand; † 30. März 1543 ebenda) war ein italienischer Maler, Freskant, Kunstschriftsteller, Militäringenieur und Architekt. 1521 übersetzte er Vitruv ins Italienische, ergänzte das Buch um einen Kommentar und stattete es mit Holzschnitten aus.

## Leben und Werk
Nach Studien der Architektur bei Bramante verließ Cesariano im Alter von 16 Jahren Mailand und hielt sich anschließend in mehreren oberitalienischen Städten auf. Ab 1496 lebte er längere Zeit in Reggio nell’Emilia, wird daher auch gelegentlich in der Literatur Cesare da Reggio genannt. In dieser Zeit arbeitet er als Freskomaler. 1507 ging er nach Rom, wo er Kontakt zu Perugino, Pinturicchio und Luca Signorelli aufnahm.
Zwischen 1513 und 1514 kam er zurück nach Mailand und arbeitete dort für Ludovico Sforza. Seine Entwurfszeichnungen für den Erweiterungsbau der Kirche Santa Maria dei miracoli presso San Celso sind erhalten und werden in der Biblioteca Ambrosiana in Mailand aufbewahrt. Er war neben Leonardo da Vinci und Filarete am Ausbau des Castello Sforzesco als moderne Festung beteiligt.
Cesariano war außerdem Mitglied der Fabbrica del Duomo, die den Weiterbau des Mailänder Doms organisierte und durchführte.

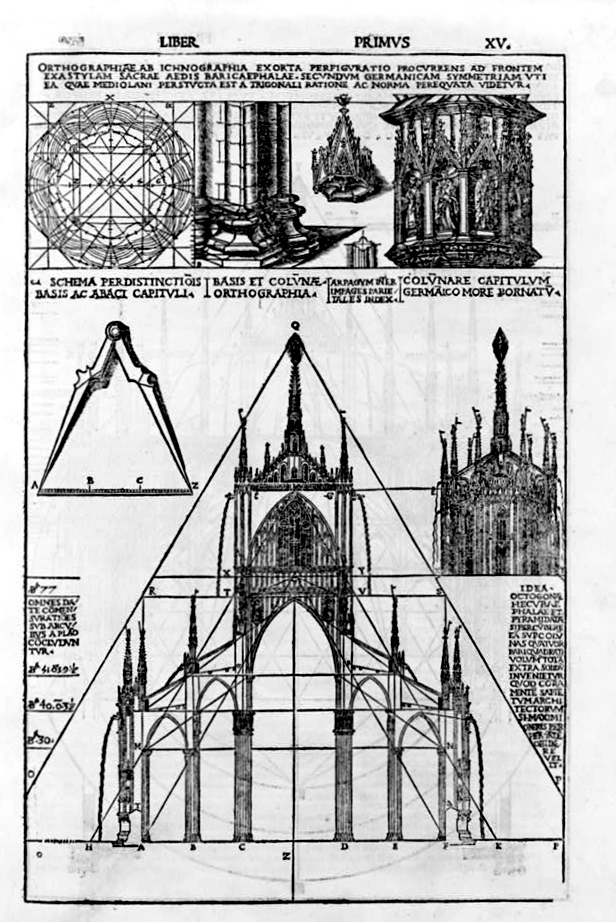
Stich des Mailänder Doms von C. Cesariano, Aus: Vitruvio, De architettura. 1521

## Die Vitruv-Übersetzung
Während seiner Tätigkeit am Mailänder Dom übersetzte er die libri decem des Vitruv ins Italienische, kommentierte den Text und schuf eine Reihe von Holzschnitten zur Illustration des in seiner lateinischen Urfassung unbebilderten Textes. Bei der Illustrationen orientierte sich Cesariano an vorhergehenden bebilderten Ausgaben. Das Buch wurde 1521 in Como gedruckt. Cesarianos Übersetzung reicht nur bis zum 6. Kapitel des 9. Buchs, weil er nach einem Streit mit seinen Verlegern die Arbeit einstellte. Die Übersetzung wurde von Benedetto Giovio da Comasco und Bono Mauro da Bergamo fertiggestellt. Das Buch wurde in einer Auflage von 1300 Stück gedruckt, eine für die damalige Zeit erstaunlich hohe Zahl.
Die meisten der Schnitte stammen offenbar von Cesarianos Hand, der Schnitt Folio X6r ist mit seinem Monogramm signiert und auf 1516 datiert.
Das Buch enthält auch drei Holzschnitte des Mailänder Doms. Wahrscheinlich sind es die ersten genauen Zeichnungen gotischer Architektur in einem gedruckten Buch.

## Vitruv-Ausgaben
- Marcus Vitruvius Pollo: De architectura libri decem.  Übersetzt von Cesare Cesariano. Kommentar von Cesariano, Benedetto Giovio und Bono Mauro da Bergamo. Como: Gottardo da Ponte, Agostino Gallo, 15. Juli 1521.
- Vitruvio De Architectura : libri II - IV ; i materiali, i templi, gli ordini / Cesare Cesariano. A cura di Alessandro Rovetta. Milano : Vita e Pensiero, 2002. ISBN 88-343-0660-0
- Vitruvius De architectura. With an introduction and index by Carol Herselle Krinsky. – Nachdr. der kommentierten ersten italienischen Ausg. von Cesare Cesariano (Como, 1521) München : Fink, 1969.